# Emily Hallifax
Emily Hallifax (Niza, 9 de diciembre de 2005) es un deportista francesa que compite en saltos de plataforma. Ganó dos medallas en el Campeonato Europeo de Natación de 2024, plata en plataforma 10 m y bronce en  plataforma 10 m sincro.

## Palmarés internacional
| Campeonato Europeo | Campeonato Europeo | Campeonato Europeo | Campeonato Europeo     |
| Año                | Lugar              | Medalla            | Prueba                 |
| ------------------ | ------------------ | ------------------ | ---------------------- |
| 2024               | Belgrado (Serbia)  | Medalla de plata   | Plataforma 10 m        |
| 2024               | Belgrado (Serbia)  | Medalla de bronce  | Plataforma 10 m sincro |